# Seonjo de Joseon

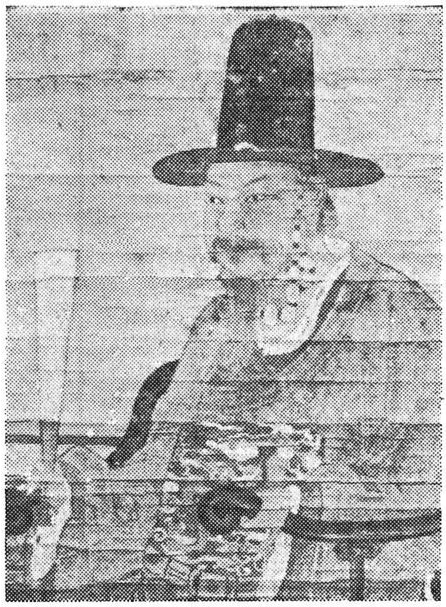
Seonjo de Joseon (1592 y 1593)

El Rey Seonjo gobernó Corea entre 1567 y 1608 como el decimocuarto rey de la dinastía Joseon.  Durante su reinado tuvieron lugar las invasiones japonesas a Corea convocadas por Toyotomi Hideyoshi. Cuando el ejército invasor se acercó a la capital, el rey huyó hacia el norte de Pyongyang hasta que el Emperador Wanli de la dinastía Ming acudió en su ayuda.
Después de que el Rey Seonjo pudo regresar a Seúl, fue el primero en utilizar Deoksugung como palacio principal debido a que la mayoría de los palacios de la ciudad habían sido incendiados durante la guerra.

## Contexto
El Rey Seonjo nació como Yi Gyun en 1552 en Hanseong, capital de Corea (hoy Seúl), como el tercer hijo del Príncipe Deokheung y se le había dado el título de Príncipe Hassong y era casi desconocido por los habitantes debido a que no mantenía actividades políticas y fue reconocido hasta que tomó el cargo de emperador.

## Nombre póstumo
- Rey Seonjo Sogyung Jeongryun Ripgeuk Seongdeok Hongryeol Jiseong Daeeui Gyeokcheon Heeun Gyungmyung Sinryeok Honggong Yungeop Hyeonmun Euimu Seongye Dalhyo el Grande de Corea
- 선조소경정륜립극성덕홍렬지성대의격천희운경명신력홍공융업현문의무성예달효대왕
- 宣祖昭敬正倫立極盛德洪烈至誠大義格天熙運景命神曆弘功隆業顯文毅武聖睿達孝大王